# Attaque par déni de service en Roumanie en 2022
À partir du 29 avril 2022, à 04h05, une série d'attaques DDoS multiples a été lancée contre plusieurs sites Web du gouvernement roumain, de l'armée, des banques et des médias de masse. Derrière les attaques se trouvait le groupe de piratage pro-Kremlin Killnet, en réponse à une déclaration faite par Florin Cîțu, alors président du Sénat de Roumanie, selon laquelle la Roumanie fournirait une aide militaire à l'Ukraine. La fédération de Russie, qui a envahi cette dernière, s'est prononcée publiquement contre le soutien militaire occidental à l'Ukraine, déclarant qu'il se traduirait par des "frappes de représailles ultra-rapides". Les attaques DDoS se sont poursuivies jusqu'au 1er mai.

## Contexte
Le 26 avril 2022, le président de la Chambre des députés de Roumanie Marcel Ciolacu, le Premier ministre Nicolae Ciucă et le ministre des Affaires étrangères Bogdan Aurescu se sont rendus à Kiev, en Ukraine, pour rencontrer le président ukrainien Volodymyr Zelenskyy, le Premier ministre ukrainien Denys Shmyhal et le président de la Rada, Ruslan Stefanchuk. Lors de la réunion, la Roumanie a réitéré son soutien à l'Ukraine et ses aspirations à l'intégration européenne, ainsi que son engagement à participer activement à la reconstruction du pays.
La rencontre était prévue dès le 13 avril, la délégation roumaine étant initialement composée du président du Sénat Florin Cîțu et du président de la Chambre des députés Marcel Ciolacu, tous deux en visite à Kiev le 27 avril à l'invitation de Stefanchuk. Le Premier ministre Ciucă a justifié l'absence de Cîțu par le fait qu'il y avait deux visites d'État prévues séparément, sous réserve des mesures de sécurité imposées à Kiev en raison de l'invasion russe de l'Ukraine en 2022. Néanmoins, Florin Cîțu s'est rendu seul à Kiev le 27 avril 2022, après quoi il a déclaré que la Roumanie devrait faire plus pour l'Ukraine, en la soutenant avec du matériel militaire.
La Russie a affirmé que le soutien militaire occidental à l'Ukraine « constitue une menace pour la sécurité européenne ». Le président russe Vladimir Poutine a déclaré que « si quelqu'un a l'intention d'intervenir de l'extérieur dans les événements en cours [l'invasion russe de l'Ukraine] et de créer des menaces stratégiques pour la Russie qui sont inacceptables pour nous, il doit savoir que nos frappes de représailles seront rapides comme l'éclair ». ".

## Cyber-attaque
Le 29 avril 2022, à 04h05, les sites Web du ministère de la Défense nationale (MApN), de la police des frontières roumaine, du gouvernement roumain et du CFR Călători ont été rendu indisponibles par une attaque DDoS. Selon le MApN, la cyberattaque n'a pas compromis le fonctionnement de son site Web, mais a plutôt empêché l'accès des utilisateurs à celui-ci. Le gouvernement a déclaré que les spécialistes en informatique des structures au niveau gouvernemental collaborent avec des experts d'institutions spécialisées pour rétablir l'accès et identifier les causes. Entre-temps, le CFR Călători a publié des moyens alternatifs d'acheter des billets de train par voie numérique.
Le service roumain de renseignement (SRI) a déclaré que les pirates à l'origine de la cyberattaque utilisaient des équipements de réseau extérieurs à la Roumanie. Le groupe de piratage pro-Kremlin Killnet a revendiqué les attaques via Telegram, déclarant que "le président du Sénat roumain, Marcel Ciolacu a publié une déclaration promettant aux autorités ukrainiennes "une assistance maximale" dans la fourniture d'armes létales à Kiev". En outre, ils ont révélé une liste de sites Web qui ont été rendu indisponible lors de l'attaque DDoS, où le site Web d'OTP Bank (la division roumaine) était également répertorié. La Direction des enquêtes sur la criminalité organisée et le terrorisme (DIICOT) a été informée de l'affaire et l'accès aux sites Web a été rétabli.
À 19h30, une autre attaque DDoS a été lancée, cette fois sur le site Web du Parti social-démocrate (PSD) dirigé par Ciolacu, le bloquant de la même manière. En réponse, le service informatique du parti est rapidement intervenu et a rétabli l'accès au site Web en 15 minutes.
En représailles, la Direction nationale roumaine de la cybersécurité (DNSC) a publié sur son site officiel une liste de 266 adresses IP impliquées dans les attaques DDoS du 29 avril. Le 30 avril, vers 2h30, ce site Web a également été rendu inaccessible par une nouvelle attaque DDoS par le groupe de piratage pro-Kremlin, avec un accès utilisateur restauré à 8h30. Plus tard le même jour, une autre attaque DDoS a bloqué le site Web de la police roumaine.
Le groupe de piratage pro-Kremlin a menacé de supprimer 300 autres sites Web roumains de la même manière, y compris des sites Web de magasins, de l'armée, du gouvernement, des médias, des banques, des hôpitaux, des établissements d'enseignement, des partis politiques, etc. Certains sites Web utilisant des domaines moldaves (.md) ont également été inclus dans la liste.
Le 1er mai 2022, Killnet a bloqué les sites Web de sept aéroports roumains (dont ceux situés à Bucarest, Cluj-Napoca, etc.), ainsi que de la compagnie aérienne TAROM et de plusieurs sites Web de médias d'information, dont Digi24, entre autres.
On soupçonne qu'un résident roumain au Royaume-Uni a aidé Killnet à bloquer des sites Web roumains, traduisant le contenu en roumain vers le russe. Il a été mis en garde à vue. En représailles, Killnet a menacé de "détruire la Roumanie, le Royaume-Uni et la Moldavie" s'ils ne sont pas libérés dans les 48 heures.

## Réactions du public
Le ministre roumain de la Défense, Vasile Dîncu, a qualifié les cyberattaques d'"attaques symboliques". Le président de la Chambre des députés de Roumanie, Marcel Ciolacu, a qualifié d'erreur sa nomination en tant que "président du Sénat" par Killnet (la présidence du Sénat étant assurée par Florin Cîțu), et a déclaré que "si nécessaire, la Roumanie est prête à la fois légalement et moralement de franchir cette étape [pour fournir à l'Ukraine du matériel militaire]. En ce moment [au moment des premières attaques], il n'y a pas de décision". Entre-temps, le groupe de piratage roumain "Anonymous Romania" a déclaré avoir lancé une contre-attaque contre un site Web gouvernemental russe.
Florin Cîțu, le président du Sénat, a lui aussi réagi : « Tout d'abord, je ne sais pas quel genre de hackers sont ceux qui ne savent pas qui est le président du Sénat ou le président de la Chambre des députés [...]. Deuxièmement, si nous regardons cette déclaration [de Killnet], il est bizarre d'avoir la photo du président de la Chambre des députés, d'avoir le nom correct, mais de se tromper de position [...]. Une simple recherche sur Wikipédia et vous auriez trouvé qui est le président du Sénat".